# Hemicaranx leucurus
 Hemicaranx leucurus és una espècie de peix de la família dels caràngids i de l'ordre dels perciformes.

## Morfologia
Els mascles poden assolir els 30 cm de longitud total.

## Distribució geogràfica
Es troba des de la Baixa Califòrnia (Mèxic) i el sud del Golf de Califòrnia fins a l'Equador.